# Krajířové z Krajku
Krajířové z Krajku (německy Kraiger von Kraigk, někdy též Krajíř von Krajek, další varianty Kragirz von Krajk, Kragirz von Kragk, Chreich, Kreig, Kreigh, Criwih, Krywgg) jsou starý šlechtický rod, který pocházel z Kraňska. Na české území přišli koncem 14. století a zdomácněli zde.

## Historie

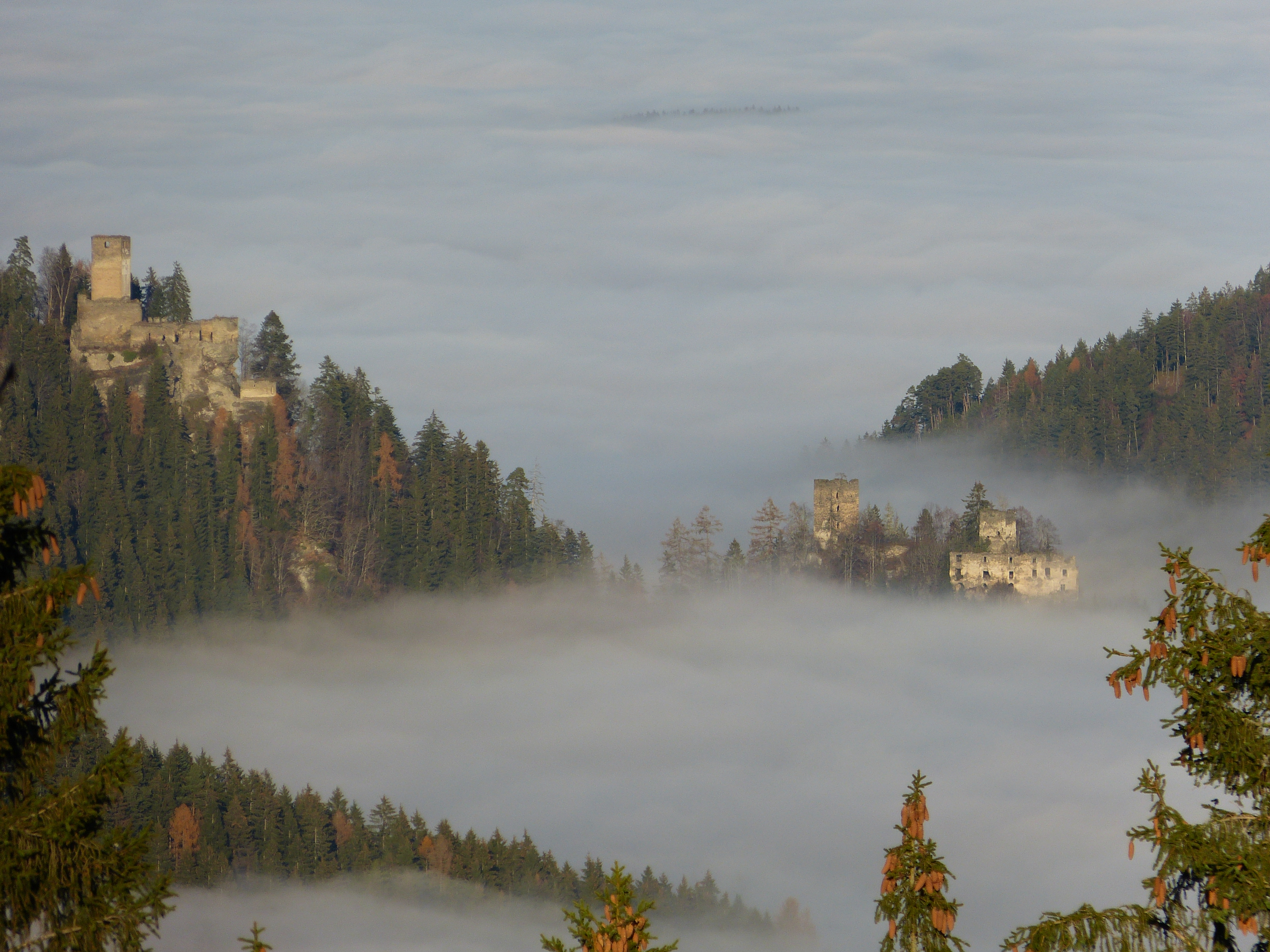
Rodové hrady Krajířů: Horní (vlevo) a Dolní Krajk (vpravo)

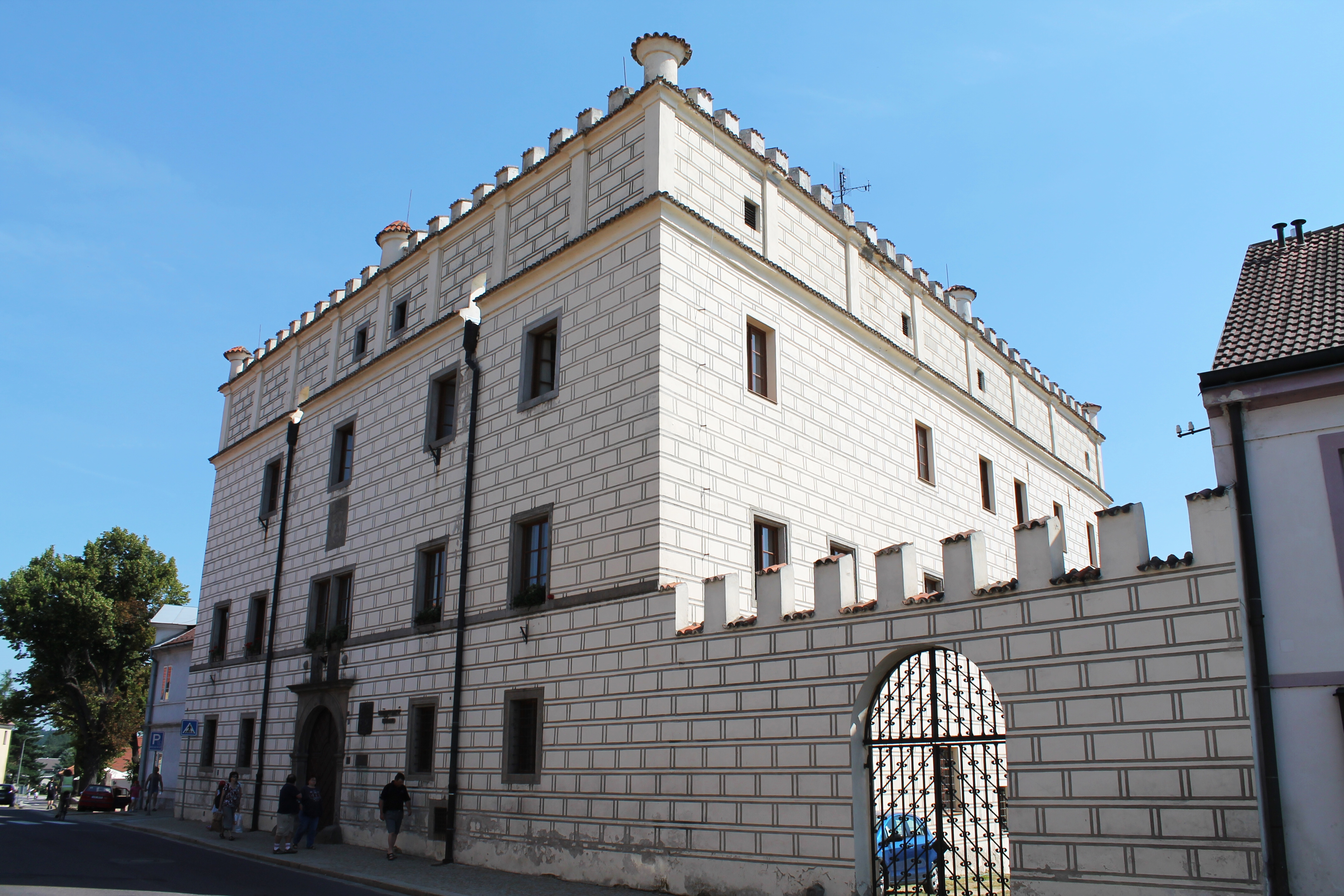
Krajířovský Starý zámek v Dačicích

Rod původem z Kraňska (historická oblast dnešního Slovinska), kde stály jejich rodové hrady Krajk (Kreig, uváděno též Kraig, Krayk) na hoře Kraiger (u Sankt Veit an der Glan v dnešních Korutanech). Jejich předkové tam sídlili už v polovině 12. století (nejstarší zmínka z roku 1091 – Dieterus de Krywgg). Příslušníci rodu obdrželi ve 14. století Grafenstein v Korutanech a drželi další statky v Kraňsku (např. Bled). Konrád II. Krajíř přišel do Čech jako dvořan krále Václava IV. a 1381 získal hrad Landštejn a Novou Bystřici. Další příslušníci rodu sloužili jako zemští hejtmané v Čechách a Korutanech. Lipolt I. Krajíř z Krajku († 1433) byl v dubnu 1420 dosazen Zikmundem Lucemburským jako vojenský hejtman do Českých Budějovic. Koncem 15. století se rozdělili do dvou větví – bystřické a boleslavské. Volf Krajíř z Krajku koupil od Zdeňka ze Šternberka bílkovské panství se zbořeným hradem Bílkovem. Obě linie vymřely koncem 16. století.
Volfgang († 1554) z bystřické linie působil v důležitých pozicích za vlády Ferdinanda I., nejprve se stal hejtmanem bechyňského kraje,[zdroj?] v letech 1537–1542 vykonával úřad nejvyššího kancléře, poté dvanáct let až do své smrti zastával pozici nejvyššího purkrabího.
Boleslavská větev stála při české reformaci, podporovala jednotu bratrskou. Johanka zdědila Mladou Boleslav, Brandýs nad Labem, Hrubý Rohozec a Michalovice, což bylo celé jmění větve. Z Mladé Boleslavi se stalo jedno z center jednoty bratrské. Syn jejího bratra Konráda veřejně přestoupil k jednotě a podporoval ji, za to po potlačení stavovského odboje roku 1547 přišel o část majetku.
Posledním mužským členem rodu byl zřejmě Jáchym Krajíř z Krajku, jenž zemřel na počátku 17. století.

## Erb

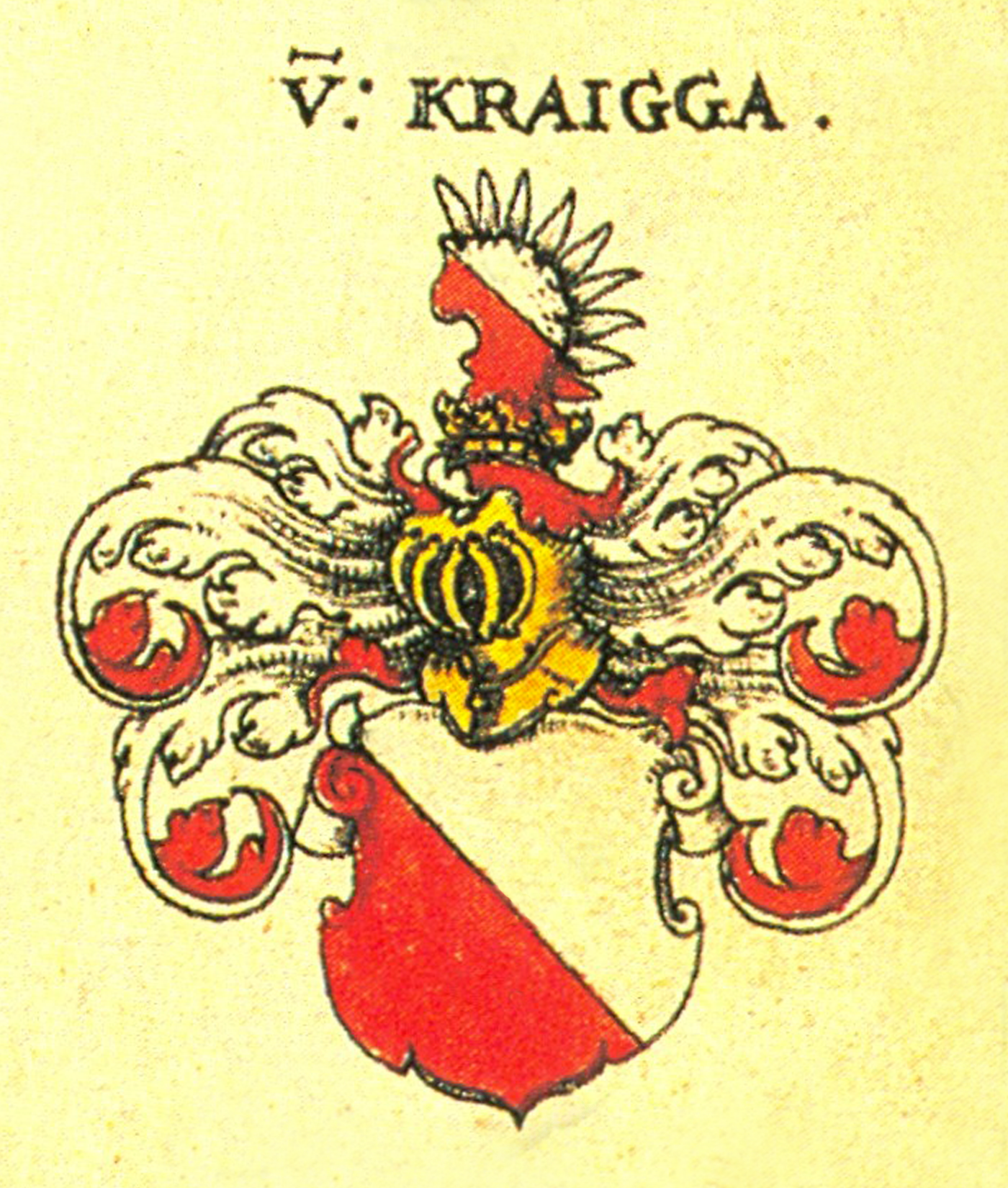
Erb Krajířů z Krajku podle Johanna Siebmachera

Štít je pokosem dělený na červenou a bílou polovinu.

## Příbuzenstvo
Spojili se se Žerotíny, Šembery z Boskovic, Tovačovskými z Cimburka, Šelmberky, Švihovskými z Rýzmberka, Kostomlatskými z Vřesovic, či Beřkovskými z Boskovic ad.